# 도마무역
도마무역(일본어: トマム駅 トマムえき[*])은 일본 홋카이도 유후쓰 군 시무캇푸촌에 위치한 홋카이도 여객철도 세키쇼 선의 철도역이다. 역 번호는 K22이며, 상대식 승강장 2면 2선의 구조를 갖춘 지상역이다.

## 타는 곳
| 1 | ■ 세키쇼 선 | 상행 | 신유바리 · 미나미치토세 · 삿포로 방면 |
| 2 | ■ 세키쇼 선 | 하행 | 신토쿠 · 오비히로 · 구시로 방면       |

## 역 주변
- 호시노리조트 도마무

## 역사
- 1981년 10월 1일 : 세키쇼 선 개통과 동시에 일본국유철도의 세키쇼코겐역으로서 개업. 여객 취급만.
- 1987년
  - 2월 1일 : 도마무역으로 개칭. 그것에 따라, 옆의 도마무 신호장이 호로카 신호장으로 개칭.
  - 4월 1일 : 일본국유철도 분할 민영화에 따라, 홋카이도 여객철도가 승계.

## 인접 역
| 홋카이도 여객철도 세키쇼 선     | 홋카이도 여객철도 세키쇼 선 | 홋카이도 여객철도 세키쇼 선 |
| ------------------------------- | --------------------------- | --------------------------- |
| K 21 시무캇푸 미나미치토세 방면 | ■ 세키쇼 선                 | 신토쿠 K 23 신토쿠 방면     |